# برخورد راه شیری و آندرومدا

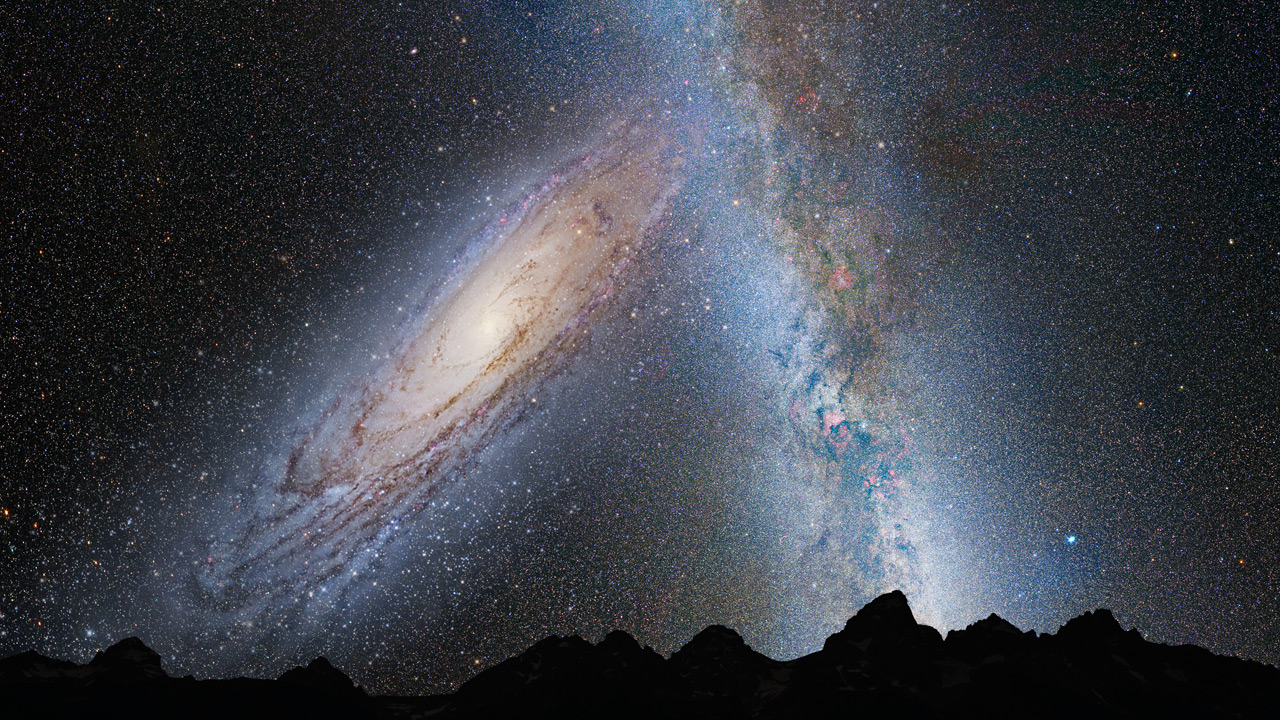
این تصویر مرحله‌ای از ادغام پیش‌بینی‌شده بین کهکشان راه شیری و کهکشان آندرومدا را نشان می‌دهد، زیرا طی چند میلیارد سال آینده آشکار خواهد شد. در این تصویر که نمایانگر آسمان شب زمین در ۳.۷۵ میلیارد سال است، آندرومدا (سمت چپ) میدان دید را پر کرده و با کشش جزر و مدی کهکشان راه شیری را منحرف می‌کند.

برخورد راه شیری و آندرومدا برخورد کهکشانی است که پیش‌بینی می‌شود حدود ۴.۵ میلیارد سال دیگر بین دو کهکشان بزرگ در گروه محلی، کهکشان آندرومدا و کهکشان راه شیری رُخ می‌دهد.
کهکشان آندرومدا، نزدیک‌ترین کهکشان به کهکشان راه شیری است. اگر برخوردی میان این دو کهکشان عظیم صورت بگیرد، برخورد آن‌ها همچون عبور سایه‌هایی از درون یکدیگر خواهند بود. این برخورد بیش از آنکه برخوردی بین ستاره‌ها و سیاره‌ها باشد، زورآزمایی عظیمی است بین سیاهچاله‌های مرکزی این دو کهکشان. سرانجام، این دو سیاهچاله با هم یکی می‌شوند و کهکشان بیضوی جدیدی شکل می‌گیرد.